# John Balmer
John Raeburn Balmer (3 de julho de 1910 - 11 de maio de 1944) foi um oficial sénior e piloto de bombardeiros da Real Força Aérea Australiana (RAAF). Nascido em Bendigo, Vitória, estudou direito antes de ingressar na RAAF como cadete em 1932. Tendo sido instrutor em Point Cook de 1935 a 1937, alcançou renome nos círculos da Força Aérea quando supostamente saltou de paraquedas de uma aeronave de treino para motivar o seu aluno a aterrar sozinho. Ele também se tornou conhecido do público em geral como motorista de cross-country, estabelecendo recordes em viagens transaustralianas e à volta da Austrália antes da Segunda Guerra Mundial.
Tenente de voo quando a guerra começou, Balmer foi promovido a líder de esquadrão em junho de 1940, tornando-se o comandante inaugural do Esquadrão N.º 13, que operava aviões Lockheed Hudson perto de Darwin, no Território do Norte. Foi promovido a comandante de asa temporário em abril de 1941 e, num ano, assumiu o comando da primeira unidade de bombardeiros Bristol Beaufort da RAAF, o Esquadrão N.º 100. Nomeado oficial da Ordem do Império Britânico em junho de 1942, liderou os Beaufort em missões de bombardeamento e torpedeamento contra alvos japoneses na campanha da Nova Guiné.
Colocado na Inglaterra em junho de 1943, Balmer assumiu o comando do Esquadrão N.º 467 da RAAF, pilotando bombardeiros Avro Lancaster na guerra aérea sobre a Europa, e liderou a sua unidade na Batalha aérea de Berlim de novembro de 1943 a março de 1944. Em abril foi condecorado com a Cruz de Voo Distinto, e no mês seguinte foi promovido a capitão de grupo temporário. Dias depois, na noite de 11/12 de maio, a última operação programada da sua ronda como comandante do Esquadrão N.º 467, Balmer não conseguiu regressar de uma missão sobre a Bélgica. Inicialmente declarado como desaparecido, o seu avião foi posteriormente confirmado como abatido, tendo toda a tripulação falecido. Balmer foi enterrado num cemitério próximo a Bruxelas.

## Juventude
Filho do advogado Sydney Balmer e da sua esposa Catherine ("Kittie"), John Balmer nasceu em Bendigo, Vitória, no dia 3 de julho de 1910. Frequentou o Scotch College antes de estudar direito na Universidade de Melbourne, onde residia no Trinity College, e remou no Second Eight. Em dezembro de 1932, alistou-se como cadete na reserva ativa da RAAF, conhecida como Força Aérea Cidadã (CAF). Apelidado de "Sam", Balmer passou por instrução de voo no 1933 "B" (reservistas), um dos cursos realizados na Estação de Point Cook, Vitória, onde um dos seus colegas era o futuro capitão de grupo John Lerew. Balmer qualificou-se como piloto e foi comissionado em abril de 1933. A sua primeira colocação foi no Esquadrão N.º 1, pilotando aeronaves Westland Wapiti; em novembro, foi transferido da CAF para a Força Aérea Permanente.
Promovido a tenente de voo, de julho de 1935 a novembro de 1937 Balmer serviu como instrutor na Escola de Treino de Voo N.º 1, em Point Cook. Ele ganhou a reputação de um capataz duro e, numa ocasião - de acordo com o folclore da RAAF - saltou de paraquedas de uma aeronave de treino para dar ao seu aluno a motivação necessária para fazer uma aterragem sozinho, embora pelo menos um jornal na época relatasse que ele tinha caído da aeronave. A 15 de agosto de 1938, Balmer foi forçado a fazer uma aterragem forçada de um Avro Anson perto de Whitfield, Vitória, depois de as suas asas terem congelado - um de uma série de acidentes que aconteceram com este tipo de aeronave após a sua introdução no serviço australiano. Em meados de 1939, estava a dar instrução em caças biplanos Hawker Demon no Esquadrão N.º 3 na Estação de Richmond, em Nova Gales do Sul.
Paralelamente à sua carreira na Força Aérea, nos anos que antecederam a eclosão da Segunda Guerra Mundial, Balmer ganhou notoriedade nacional como automobilista de longas distâncias. Acompanhado por um colega oficial, ele estabeleceu um recorde cross-country de 65 horas e 10 minutos viajando de Perth, Austrália Ocidental, para Melbourne em dezembro de 1936. Ele e outro piloto seguiram com uma jornada recorde na Austrália em outubro-novembro de 1938, completando a corrida em 23 dias e meio, quase reduzindo pela metade o melhor tempo anterior.

## Segunda Guerra Mundial

### Sudoeste do Pacífico
Quando a Austrália declarou guerra em setembro de 1939, o tenente Balmer era membro do Esquadrão N.º 22, que conduzia a vigilância costeira de Richmond com aviões Anson e, posteriormente, CAC Wirraway. Promovido a líder de esquadrão, foi destacado para a Estação de Darwin, no Território do Norte, no dia 1 de junho de 1940, tornando-se o comandante inaugural do Esquadrão N.º 33, que havia sido "canibalizado" da unidade residente da base, o Esquadrão N.º 12. Mantendo a esquadrilha de aviões Wirraway, o Esquadrão N.º 12 cedeu as suas duas esquadrilhas de aeronaves Anson para a nova formação; estes foram substituídos no final daquele mês por aviões Lockheed Hudson, mais capazes. De agosto de 1940 até fevereiro de 1941, o Esquadrão N.º 33 foi responsável por patrulhar as rotas marítimas da costa norte da Austrália. Na ocasião, Balmer detectou luggers japoneses que pescavam ilegalmente em águas australianas e, de acordo com Mark Johnston, sobrevoou-os numa altitude tão baixa que "o turbilhão do seu Hudson balançou os barcos violentamente" e a tripulação "acenou com os punhos". Foi promovido a comandante de asa temporário em abril. No mês seguinte, o Esquadrão N.º 13 conduziu voos de familiarização sobre as Índias Orientais Holandesas. Balmer entregou o comando da unidade em agosto e foi transferido para um posto de ligação no quartel-general da Estação de Darwin.

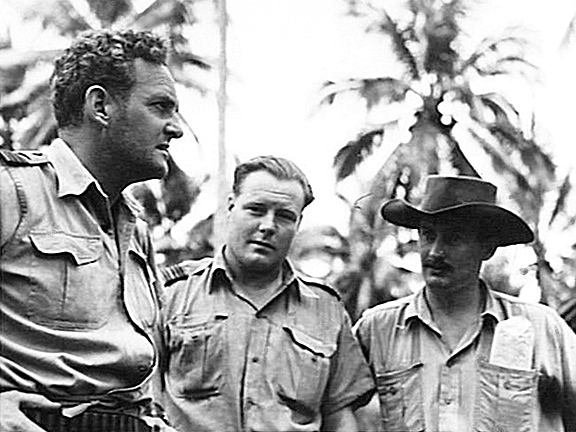
O comandante de asa Balmer (esquerda) como oficial comandante do Esquadrão N.º 100, com os líderes de esquadrão "Bluey" Truscott (centro), que comandava o Esquadrão N.º 76, e Les Jackson (à direita), que comandava o Esquadrão N.º 75, em Milne Bay, 1942

Em janeiro de 1942, Balmer assumiu por um breve período o Esquadrão N.º 7, pilotando aviões Hudson em patrulha marítima e tarefas de escolta de comboio da Estação de Laverton, em Vitória. Dois meses depois, assumiu o comando da primeira unidade da RAAF a operar o Bristol Beaufort, o Esquadrão N.º 100. Este foi formado em Richmond, usando o número de um esquadrão da Real Força Aérea (RAF) que havia sido dizimado na Campanha da Malaia. Em homenagem à sua encarnação original, Balmer adoptou o brasão da unidade da RAF, que apresentava um emblema de uma caveira e ossos cruzados e o lema Sarang Tebuan Jangan Dijolok (malaio para "Não mexa num ninho de vespas"). No dia 22 de maio o Esquadrão N.º 100 foi transferido para Mareeba, no Extremo Norte de Queensland, depois de Balmer decidir que uma base proposta em Cairns era inadequada devido a inundações frequentes. Enquanto as suas tripulações em Mareeba ganhavam experiência em patrulhas marítimas, ele viajou para Porto Moresby, na Nova Guiné, a 26 de maio, para testar o Beaufort em condições operacionais; ao aterrar, foi alvejado por baterias antiaéreas dos Estados Unidos, cujos artilheiros "nunca tinham visto uma maldita aeronave como aquela antes"; a aeronave sobreviveu, apenas com danos.
Balmer foi nomeado oficial da Ordem do Império Britânico nas honras do aniversário do rei no dia 11 de junho de 1942. A 25 de junho ele levou cinco aviões Beaufort do Esquadrão N.º 100 para Port Moresby, juntando-se a dois outros Beaufort que já estavam estacionados no local. Naquela noite, liderou cinco aeronaves do seu esquadrão na sua primeira missão de bombardeamento, contra um navio japonês relatado no Golfo de Huon, perto de Lae. Apesar de achar o seu equipamento de lançamento de bombas defeituoso, necessitando de três ataques de baixo altitude em face do fogo antiaéreo cada vez mais pesado, Balmer conseguiu acertar duas vezes e os seus companheiros também bombardearam a embarcação com sucesso. O navio parecia estar a pegar fogo e a afundar, e o esquadrão recebeu o crédito pela sua destruição na época, mas uma investigação posterior não pôde confirmar a sua destruição. A unidade retirou-se para Laverton para treino e trabalho de patrulha durante julho e agosto, antes de se mudar para a Baía Milne para participar novamente na campanha da Nova Guiné. A 7 de setembro de 1942, Balmer comandou uma força combinada de caças P-40 Kittyhawk dos esquadrões N.º 75 e N.º 76, aviões Bristol Beaufighter do Esquadrão N.º 30, aeronaves Hudson do Esquadrão N.º 6, e seu próprio Esquadrão N.º 100 com aviões Beaufort num ataque a navios japoneses perto da Baía Milne. Foi a primeira vez que os Beaufort foram armados com torpedos em combate e não conseguiram acertar uma única vez.

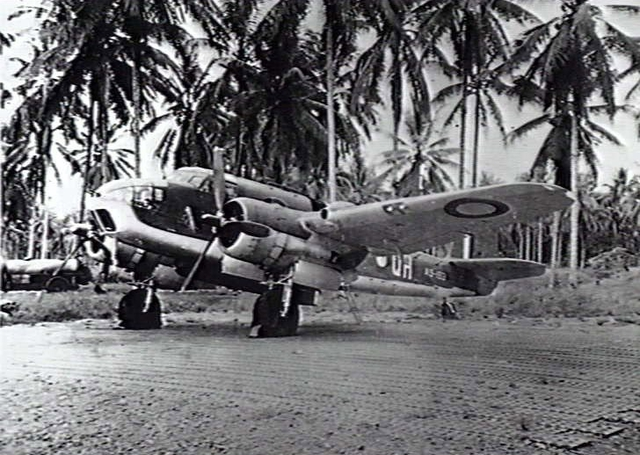
Um Beaufort do Esquadrão N.º 100 na Baía Milne, 1943

A partir de outubro de 1942, os esquadrões N.º 6 e N.º 100 receberam o que a história oficial da RAAF na Segunda Guerra Mundial chamou de "enorme tarefa", que consistia em manter abertas as rotas marítimas entre a Austrália e a Nova Guiné, ao mesmo tempo em que interrompiam da melhor maneira possível as linhas de comunicação e abastecimento japonesas. As unidades mantiveram um rigoroso programa de reconhecimento diário de longo alcance e patrulhas anti-submarino, segundo a história oficial, "praticamente sem ajudas de navegação, frequentemente através de tempestades e nuvens pesadas", mas "apoiadas por pessoal de terra tão resistente quanto eles, as equipas mantiveram um padrão quase inflexivelmente alto e alcançaram um sucesso considerável". Na noite de 4/5 de outubro, Balmer levou dez dos seus Beaufort da Baía Milne num ataque de longo alcance contra navios japoneses nas proximidades das Ilhas Shortland, perto de Bougainville. Duas aeronaves desapareceram no caminho em tempestades e as restantes separaram-se em duas esquadrilhas que, no entanto, conseguiram encontrar-se perto do alvo. Sete deles lançaram os seus torpedos contra vários navios e as tripulações acreditaram que quatro eram precisos, mas não puderam confirmar nenhum acerto no alvo devido à visibilidade cada vez menor. A missão de 950 milhas náuticas (1 800 km) foi considerada um fracasso, mas este desfecho foi atribuído a problemas com os torpedos e não com a tripulação. Relatórios subsequentes sugeriram que três navios haviam de facto sido danificados.
Balmer contraiu malária em novembro de 1942 e tirou três semanas de licença médica no mês seguinte; a 2 de janeiro de 1943 voltou às operações militares. Em março, durante a Batalha do Mar de Bismarck, o Esquadrão N.º 100 lançou o seu último ataque de torpedos; o mau tempo impediu que todas as aeronaves, excepto duas, encontrassem os seus alvos e nenhum acerto no alvo foi registado. No final do mês, a unidade lançou 7700 quilogramas de bombas sobre instalações japonesas em Salamaua.

### Europa

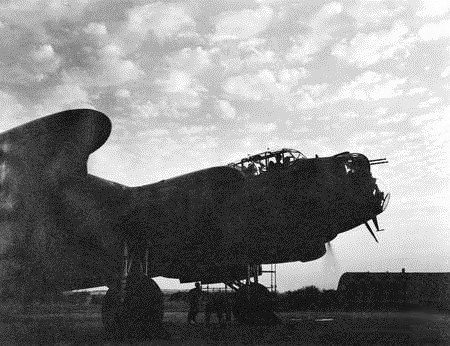
Um Lancaster do Esquadrão N.º 467 antes de partir da Base de Waddington da RAF para um ataque a Berlim, agosto de 1943

Balmer renunciou ao comando do Esquadrão N.º 100 em abril de 1943, e foi enviado do Sudoeste do Pacífico para o Teatro Europeu em junho O seu destacamento planeado para a RAF era de dois anos. Em parte num esforço para reforçar as aspirações australianas de formar um grupo distinto da RAAF dentro do Comando de Bombardeiros da RAF, em agosto ele foi nomeado comandante do Esquadrão N.º 467, colocado na Base aérea de Bottesford, Leicestershire. O esquadrão foi criado sob o Artigo XV do Plano de Treino Aéreo da Comunidade Britânica e operava bombardeiros pesados Avro Lancaster. Balmer liderou a sua unidade num dispendioso ataque contra Nuremberga na noite de 27/28 de agosto, antes de atacar Hanôver em setembro e outubro. Na sua nova base Waddington, em Lincolnshire, Balmer comandou o Esquadrão N.º 467 durante a Batalha aérea de Berlim, que começou em novembro de 1943 e continuou até março de 1944. A probabilidade estatística de sobreviver a uma ronda operacional de 30 missões no Comando de Bombardeiros nunca foi superior a 50% e, durante a Batalha de Berlim, as taxas de baixas foram muito maiores. O Esquadrão N.º 467 foi a única unidade australiana a participar em todos os dezasseis bombardeamentos pesados contra a capital alemã durante a batalha. No mesmo período, também atacou Frankfurt, Leipzig, Stettin, Estugarda, Essen e Augsburg.
Após a Batalha de Berlim, o Esquadrão N.º 467 começou a concentrar-se em alvos na França e na Bélgica quando a campanha aérea aliada mudou o foco do bombardeamento estratégico para a destruição de aeródromos e interrupção das linhas de comunicação antes da invasão do continente. Na noite de 10/11 de abril, Balmer liderou não apenas a sua própria unidade, mas um total de 148 aeronaves do Grupo N.º 5 da RAF num ataque a Toulouse, atacando um aeródromo e fábricas de aeronaves e explosivos. O bombardeamento foi altamente preciso e os australianos não sofreram perdas no ataque.

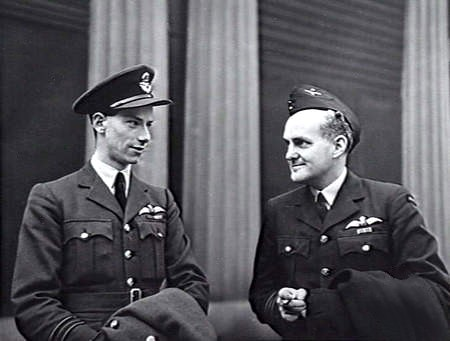
Balmer (à direita) como oficial comandante do Esquadrão N.º 467 com outro oficial após uma cerimónia de posse no Palácio de Buckingham, em novembro de 1943

Considerado um líder "dinâmico" e um piloto "brilhante", Balmer foi condecorado com a Cruz de Voo Distinto (DFC) por "grande habilidade e devoção ao dever" durante "um variado número de operações"; publicada no London Gazette no dia 18 de abril, a citação do prémio descreveu-o como "um comandante de esquadrão muito eficiente, cuja perspicácia e zelo deram um bom exemplo". Ele também conquistou o respeito das suas tripulações com demonstrações de empatia, como na ocasião em que um dos seus jovens pilotos, que havia voado em 15 missões, se recusou a descolar na sua próxima missão. Em vez de tomar medidas disciplinares, Balmer concedeu licença médica ao homem e buscou uma trégua para ele no país, evento após o qual o piloto voltou ao serviço activo e completou a sua ronda de operações. Desde o início de abril, o Esquadrão N.º 467 começou a desempenhar um papel de liderança numa série de ataques contra ferrovias, que continuaram no mês seguinte.
Balmer foi promovido a capitão de grupo temporário no dia 4 de maio de 1944. A 10/11 de maio, os seus bombardeiros Lancaster participaram num ataque contra Lille, perdendo três aeronaves. Num esforço para levantar a moral da suas tripulações mais jovens, Balmer decidiu liderar pessoalmente a sua próxima missão na noite seguinte, contra um acampamento militar em Bourg-Léopold (Leopoldsburg), na Bélgica. Foi planeada para ser a sua última operação antes de assumir um cargo mais sénior. A sua aeronave não conseguiu regressar do ataque, causando um choque considerável à sua unidade. No dia seguinte, o lugar de Balmer como comandante do Esquadrão N.º 467 foi pelo comandante de asa William Brill, anteriormente membro do Esquadrão N.º 463 da RAAF, que também estava baseado em Waddington.
Inicialmente declarado como desaparecido em acção, Balmer e a sua tripulação foram posteriormente confirmados como mortos em acção quando o seu Lancaster caiu perto de Herenthout, na província de Antuérpia, após ser atacado por um caça noturno. Balmer foi enterrado no Cemitério de Guerra de Heverlee, nos arredores de Bruxelas. O Daily Mail relatou que ele acumulou quase 5000 horas de voo e comparou o seu lugar na RAAF ao de Leonard Cheshire na RAF. Aos 33 anos, Balmer era solteiro quando faleceu. A sua medalha DFC foi apresentada à sua mãe Kittie pelo governador-geral da Austrália imediatamente após o fim da guerra. O nome de Balmer aparece no painel 110 da Área Comemorativa no Memorial de Guerra Australiano, em Camberra.